# Ness Ziona
Pour l’article homonyme, voir Ziona.
Ness Ziona (en hébreu : נס ציונה) est une ville israélienne située à 15 km au sud de Tel Aviv dans le District centre.

## Géographie
Ness Ziona est située entre Rishon LeZion et Rehovot.

## Histoire

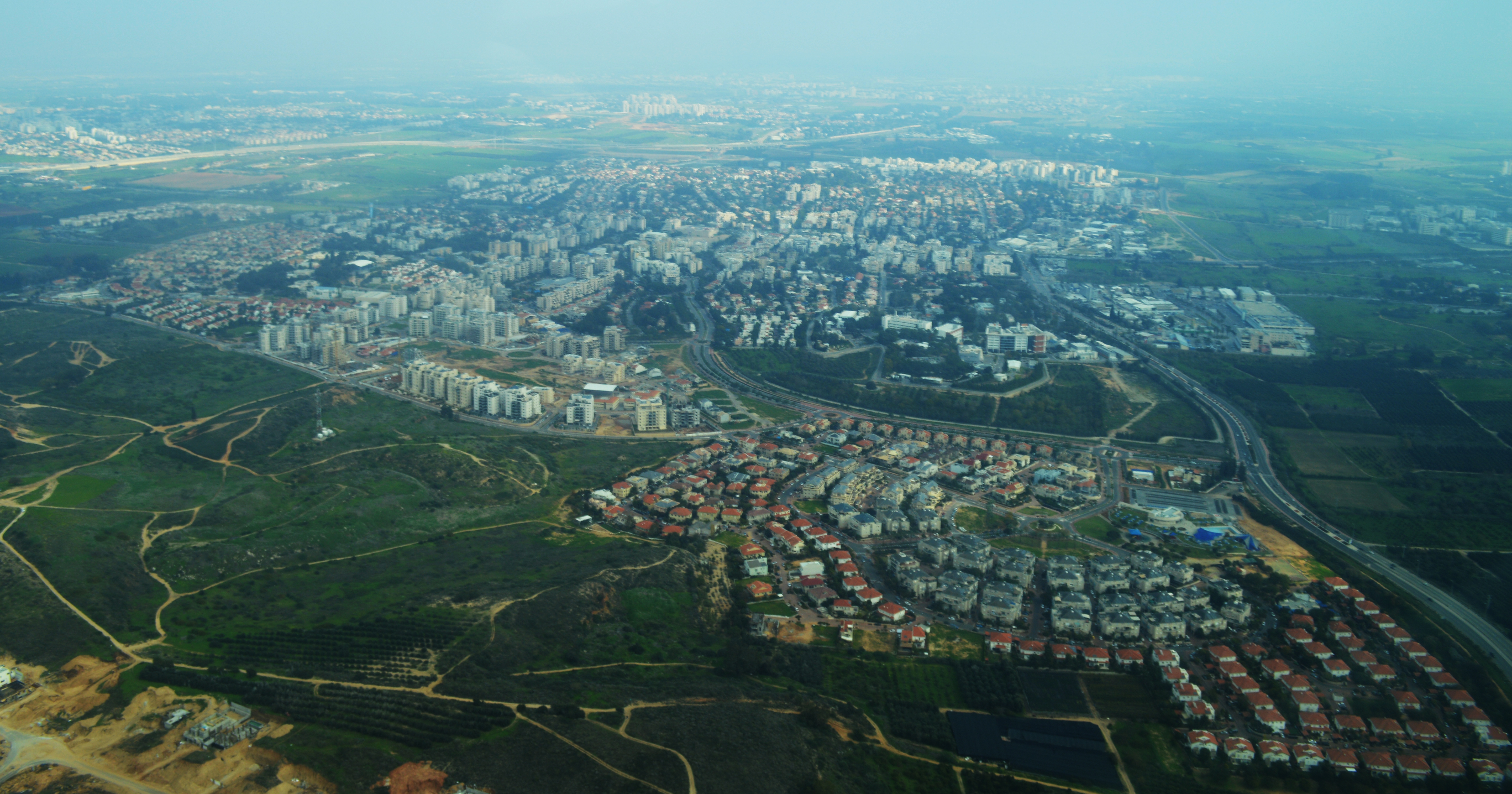
Ness Ziona vue du ciel.

La ville est fondée en 1883. Elle est située à l'emplacement d'une petite exploitation tenue par un agriculteur d'origine allemande, vivant de son verger. Le terrain devient alors la propriété de Reouven Lehrer, adepte des Amants de Sion, originaire de Russie.
Avec l'émigration de sa famille, Lehrer baptise le lieu : « Propriété Réouven ».
Ils sont rejoints par un groupe d'ouvriers originaires de Rishon LeZion. Une partie des terres est alors rachetée par Michael Halperin, pionnier de la renaissance du peuple juif en Terre d'Israël. En 1890, Halperin rebaptise le lieu « Ness Tsiona », se référant au Livre de Jérémie (4/6).

## Jumelage
Ness Ziona est jumelée avec cinq villes :
- Freiberg (Allemagne)
- Le Grand-Quevilly (France)
- Solingen (Allemagne)
- Qingdao (Chine)
- Piotrków Trybunalski (Pologne)